# Torben Klitbo
Torben Klitbo (født 21. april 1978 i Øster Sottrup, nordvest for Sønderborg) er en dansk kok, iværksætter og foredragsholder. Klitbo grundlagde i 2004 restaurantkæden Cofoco og har siden været med til at oprette en lang række restaurant-og catering-virksomheder.

## Karriere
Som skolelev var Torben Klitbo opvasker på en restaurant i  Sønderborg. 1998 tog han studentereksamen på Sønderborg Statsskole. Derefter arbejdede han 3 måneder på Jensens Bøfhus i København. I år 2000 startede Torben Klitbo konceptet med nytårsmenuer og søndags-takeaway, mens han var i lære som kok. Allerede det andet år, sammen med Casper Aaquist som var kok på restauranten 1.th., solgte de 2800 nytårsmenuer. 2003 blev han udlært som kok fra den nu lukkede "restaurant Konrad" på Frederiksberg. 2004 åbnede han søndags-take-awayen Cofoco på Istedgade. Samme år åbnede han restaurant Cofoco i Abel Cathrines Gade på Vesterbro. Kort efter åbningen af den første restaurant blev vennen Christian Lytje medindehaver af firmaet.  2013 blev Cofoco-brandet opdelt i to, så medindehaveren Christian Lytje ikke længere var medejer af takeaway og convenience-afdelingen. 
2016 valgte Klitbo at sælge sin part af den efterhånden store restaurantkæde Cofoco, som nu talte 13 restauranter og flere catering-afdelinger. 
Han har blandt andet investeret penge i fodboldklubben Fremad Amager. 2017 åbnede han restaurant Quartier på Værnedamsvej i København. 
2018 blev Klitbo partner og medejer af Humanic group, som er et eventfirma med speciale i teambuilding, julefrokoster og firmafester. Virksomheden råder blandt andet over Langeliniepavillonen og Pakhus Bryggen på Islands Brygge.  Torben trådte i 2021 ud af Humanic Group.
Torben åbnede sammen med to barndomskammerater Bistro Grand-Mére i Sønderborg i sommeren 2020, foruden et medejerskab af Killer Kebab på Vesterbro. Siden kom en række restauranter i barndomsbyen til, blandt andet den klassiske Colosseum der er kendt for "Kong Fiddes livret".
I september 2023 åbnede Torben Klitbo sammen med en række partnere Restaurant Boullion på Frederiksberg. Restauranten oplevede fra starten fulde huse og stor mediebevågenhed med sit koncept om ganske få retter til reduceret pris, hvilket kræver stor omsætning. Senere åbnedes de tilsvarende restauranter Mio og Bavette, med henholdsvis pizza og steak.